# Supercoppa UEFA 2012
La Supercoppa UEFA 2012 è stata la trentasettesima edizione della Supercoppa UEFA e si è svolta il 31 agosto 2012 allo stadio Louis II di Monaco, dove si sono affrontate la squadra vincitrice della Champions League 2011-2012, gli inglesi del Chelsea, e la squadra vincitrice dell'Europa League 2011-2012, gli spagnoli dell'Atlético Madrid.
Questa è stata l'ultima delle 16 edizioni della Supercoppa UEFA giocate nel Principato di Monaco.
L'Atlético Madrid si è aggiudicato il trofeo per la seconda volta nella sua storia, dopo la vittoria del 2010 contro l'Inter.

## Partecipanti
| Squadre         | Qualificazione                                  | Partecipazioni precedenti (il grassetto indica la vittoria) |
| --------------- | ----------------------------------------------- | ----------------------------------------------------------- |
| Chelsea         | Vincitore della UEFA Champions League 2011-2012 | 1 (1998)                                                    |
| Atlético Madrid | Vincitore della UEFA Europa League 2011-2012    | 1 (2010)                                                    |

## La partita
Dopo appena cinque minuti di gioco l'Atlético va vicino al vantaggio con Falcao che, complice una deviazione di Ashley Cole, colpisce in pieno la traversa. Ciò è solamente il preludio al gol dell'1-0 per gli spagnoli: un minuto dopo Gabi sorprende la difesa del Chelsea con un passaggio in profondità per Falcao, il quale insacca in rete alle spalle di Čech con un pregevole pallonetto. Al 19' i Colchoneros approfittano della confusione dei Blues e raddoppiano il punteggio: un veloce uno-due tra Turan e López consegna il pallone a Falcao che con una splendida conclusione a giro dal limite dell'area supera Čech, firmando così la doppietta personale. I londinesi non riescono ad entrare in partita e, nel mentre, l'Atlético colpisce il secondo legno della serata: Koke crossa in mezzo all'area trovando l'onnipresente Falcao che, però, colpisce il palo. Sul finire del primo tempo i Colchoneros segnano anche la terza rete: Turan porta palla in avanti per poi servire Falcao; lo scatenato attaccante colombiano a tu per tu con Čech non sbaglia e sigla la tripletta personale. La prima frazione di gioco si conclude dunque sul 3-0 per gli spagnoli.
Nella seconda frazione di gioco gli inglesi non cambiano marcia e, dato ciò, l'Atlético trova addirittura il 4-0 con Miranda (60'); sugli sviluppi di un calcio di punizione battuto da Koke, il difensore brasiliano scavalca Čech con un pallonetto ed insacca in rete. Al 74' il Chelsea trova il gol della bandiera con un colpo di testa di Cahill, il quale ribadisce in rete un calcio d'angolo di Mata. Nei minuti di recupero i Colchoneros sfiorano il quinto gol; una conclusione di Turan colpisce il palo in seguito alla deviazione di David Luiz. Il match termina dunque con al vittoria per 4-1 dell'Atlético che conquista la seconda Supercoppa UEFA della sua storia (a distanza di due soli anni dall'ultimo trionfo).

## Tabellino
| Arbitro: | Damir Skomina |

|            |           |                                 |
| Cahill 75’ | Marcatori | 6’, 19’, 45’ Falcao 60’ Miranda |

| Chelsea | Atlético Madrid |

| Chelsea (4-2-3-1): |    |                    |     |     |
|                    |    |                    |     |     |
| P                  | 1  | Petr Čech          |     |     |
| TD                 | 2  | Branislav Ivanović | 29’ |     |
| TS                 | 3  | Ashley Cole        |     | 90’ |
| DC                 | 4  | David Luiz         |     |     |
| DC                 | 24 | Gary Cahill        |     |     |
| CC                 | 12 | John Obi Mikel     |     |     |
| CC                 | 8  | Frank Lampard      |     |     |
| CLS                | 10 | Juan Manuel Mata   |     | 81’ |
| CLD                | 7  | Ramires            |     | 46’ |
| TRQ                | 17 | Eden Hazard        |     |     |
| ATT                | 9  | Fernando Torres    |     |     |
| Sostituzioni:      |    |                    |     |     |
| P                  | 22 | Ross Turnbull      |     |     |
| D                  | 34 | Ryan Bertrand      |     | 90’ |
| C                  | 6  | Oriol Romeu        |     |     |
| C                  | 11 | Oscar              |     | 46’ |
| C                  | 16 | Raul Meireles      |     |     |
| A                  | 13 | Victor Moses       |     |     |
| A                  | 23 | Daniel Sturridge   |     | 81’ |
| Allenatore:        |    |                    |     |     |
| Roberto Di Matteo  |    |                    |     |     |

| Atletico Madrid (4-2-3-1): |    |                    |  |     |
|                            |    |                    |  |     |
| P                          | 13 | Thibaut Courtois   |  |     |
| TD                         | 20 | Juanfran           |  |     |
| DC                         | 23 | João Miranda       |  |     |
| DC                         | 2  | Diego Godín        |  |     |
| TS                         | 3  | Filipe Luís        |  |     |
| CC                         | 4  | Mario Suárez       |  |     |
| CC                         | 14 | Gabi               |  |     |
| TRQ                        | 6  | Koke               |  | 81’ |
| CLD                        | 10 | Arda Turan         |  |     |
| CLS                        | 7  | Adrián López       |  | 56’ |
| ATT                        | 9  | Radamel Falcao     |  | 87’ |
| Sostituzioni:              |    |                    |  |     |
| P                          | 1  | Sergio Asenjo      |  |     |
| D                          | 17 | Silvio             |  |     |
| D                          | 18 | Daniel Díaz        |  |     |
| C                          | 8  | Raúl García        |  | 81’ |
| C                          | 21 | Emre Belözoğlu     |  | 87’ |
| A                          | 11 | Cristian Rodríguez |  | 56’ |
| A                          | 19 | Diego Costa        |  |     |
| Allenatore:                |    |                    |  |     |
| Diego Simeone              |    |                    |  |     |